# Namur (prowincja)
Namur (fr. Province de Namur, nld. Provincie Namen, niem. Provinz Namur, wa. Nameur) – prowincja w południowej Belgii, w Regionie Walońskim, ze stolicą w Namur.
Graniczy z Francją oraz prowincjami: Luksemburg, Brabancja Walońska, Hainaut i Liège. Prowincja Namur zajmuje powierzchnię 3666 km², a zamieszkiwana jest przez 499 454 osoby (1 stycznia 2022).

## Podział administracyjny
Prowincja podzielona jest na trzy okręgi (nl. i fr. Arrondissement, niem. Bezirk), w skład których wchodzi 38 gmin (nld. Gemeente, fr. commune, niem. Gemeinde): 
| Lp. | Nazwa okręgu  | Powierzchnia km² | Ludność (1 stycznia 2022) | Liczba gmin |
| --- | ------------- | ---------------- | ------------------------- | ----------- |
| 1.  | Dinant        | 1592,42          | 112 383                   | 15          |
| 2.  | Namur (Namen) | 1164,85          | 320 479                   | 16          |
| 3.  | Philippeville | 908,74           | 66 592                    | 7           |